# 告诉我！伽利略
告诉我！伽利略是日本读卖电视台制作的科普益智節目，从1992年10月25日播放至1994年3月20日，在日本电视网协议会以外的全国30局电视台播放。播出时间是每周日19:00至19:30（JST)。该节目由大塚製藥资助，副标题冠名“大塚サイエンススタジオ”（后为“大塚実験ランド”）。

## 简介
该节目是以理科知识为主题，面向孩子的科普類猜謎競賽，并进行了现场实验。
节目吉祥物“伽利略君”是立方体的Max Headroom风格CG角色。其在答案公布后由主持人呼喊“告诉我！伽利略！”时出现，以充当解说作用。
后期节目中，前期定期解答者秋山仁担任了解说者，并设置了秋山出题的栏目。另外，由科学家动画角色提出问题。

### 规则

#### 前期
- 问题设定难易度，正确的解答者根据难易度直接得分。全4问10点。
- 全4问回答正确的解答者和电视机前的1名收看者有机会海外旅行。

#### 后期
- 解答者猜谜答对的话，可随意获得一个后部轨道上的5种学者人偶（伽利略、爱因斯坦、牛顿、平贺源内、秋山仁）。
- 结尾抽奖可获得纪念金币。

## 出演者

### 主持
- 三宅裕司（前期・后期）
- 林家こぶ平（九代目林家正蔵）（前期）
- 島崎和歌子（前期）
- 有賀さつき（后期）

### 常规解答者
- 加山雄三（前期）
- 江守徹（前期）
- 山瀨麻美（日语：山瀬まみ）（前期）
- 秋山仁（前期）
- 藏間龙也（后期）
- 麻木久仁子（后期）
- HIROMI（日语：ヒロミ）（后期）
- 永作博美（后期）

## 放送单位
| 放送对象地域   | 放送单位       | 系列                                         | 備考                                              |
| -------------- | -------------- | -------------------------------------------- | ------------------------------------------------- |
| 近畿广域圏     | 讀賣电视台     | 日本电视台系列                               | 製作局                                            |
| 関東广域圏     | 日本电视台     | 日本电视台系列                               |                                                   |
| 北海道         | 札幌电视台     | 日本电视台系列                               |                                                   |
| 青森县         | 青森放送       | 日本电视台系列                               |                                                   |
| 岩手县         | 岩手电视台     | 日本电视台系列                               |                                                   |
| 宮城县         | 宮城电视台     | 日本电视台系列                               |                                                   |
| 秋田县         | 秋田放送       | 日本电视台系列                               |                                                   |
| 山形县         | 山形电视台     | 富士电视网系列                               | 1993年3月まで                                     |
| 山形县         | 山形放送       | 日本电视台系列                               | 1993年4月から                                     |
| 福島县         | 福島中央电视台 | 日本电视台系列                               |                                                   |
| 山梨县         | 山梨放送       | 日本电视台系列                               |                                                   |
| 新潟县         | 新潟电视台     | 日本电视台系列                               |                                                   |
| 長野县         | 信州电视台     | 日本电视台系列                               |                                                   |
| 静岡县         | 静岡第一电视台 | 日本电视台系列                               |                                                   |
| 富山县         | 北日本放送     | 日本电视台系列                               |                                                   |
| 石川县         | 金沢电视台     | 日本电视台系列                               |                                                   |
| 福井县         | 福井放送       | 日本电视台系列/全日本新闻网系列              |                                                   |
| 中京広域圏     | 中京电视台     | 日本电视台系列                               |                                                   |
| 鳥取县・島根县 | 日本海电视台   | 日本电视台系列                               |                                                   |
| 广島县         | 广島电视台     | 日本电视台系列                               |                                                   |
| 山口县         | 山口放送       | 日本电视台系列                               | 1993年9月までは电视台朝日系列とのクロスネット局   |
| 德島县         | 四国放送       | 日本电视台系列                               |                                                   |
| 香川县・岡山县 | 西日本放送     | 日本电视台系列                               |                                                   |
| 愛媛县         | 南海放送       | 日本电视台系列                               |                                                   |
| 高知县         | 高知放送       | 日本电视台系列                               |                                                   |
| 福岡县         | 福岡放送       | 日本电视台系列                               |                                                   |
| 長崎县         | 長崎国際电视台 | 日本电视台系列                               |                                                   |
| 熊本县         | 熊本县民电视台 | 日本电视台系列                               |                                                   |
| 大分县         | 大分电视台     | フジ电视台系列/日本电视台系列                | 1993年9月までは电视台朝日系列とのトリプルネット局 |
| 宮崎县         | 宮崎电视台     | フジ电视台系列/日本电视台系列/电视台朝日系列 |                                                   |
| 鹿儿島县       | 鹿儿島电视台   | フジ电视台系列/日本电视台系列                |                                                   |

## 工作人员
- 解说：大森章督
- 構成：木村仁
- 出題：千石正一、青木保、アースワークス、インスティテュートワープ、西山聖
- CG人物：大西憲司
- 导演：田中昌裕、市川和浩
- 演出：久保田芳樹
- 制片人：竹内伸治（ytv）、島本雄二（電通）、竹野篤（nexus）
- 技術：ACT、クロステレビメディア
- 美術：ウッドオフィス
- 制作著作：よみうりテレビ（读卖电视台）、nexus

## 脚注
| 日本 由讀賣電視台首播的日本電視系（NNS）（NNS） 星期日 19:00 - 19:30 | 日本 由讀賣電視台首播的日本電視系（NNS）（NNS） 星期日 19:00 - 19:30                                                   | 日本 由讀賣電視台首播的日本電視系（NNS）（NNS） 星期日 19:00 - 19:30 |
| -------------------------------------------------------------------- | --- | -------------------------------------------------------------------- |
|                                                                      | 大塚サイエンススタジオ おしえて！ガリレオ （1992年10月25日 - 1994年3月20日）                                           |                                                                      |
| ザ・ラスベガス （1991年10月20日 - 1992年9月6日）                     | 投稿!特ホウ王国 ↓ 1億3000万人の投稿!特ホウ王国2} 23:58 - 24:29 （1994年5月1日 - 1996年12月15日） ※此起為日本電視台製作 |                                                                      |